# Medan
Medan è una città dell'Indonesia, capoluogo della provincia di Sumatra settentrionale. Ha un'area metropolitana con una popolazione stimata attorno ai 4 000 000 abitanti.

## Storia
Fondata nel 1590, il nucleo originario era posto alla confluenza dei fiumi Deli e Babura. Fino alla metà dell'Ottocento Medan non ha avuto una crescita consistente. Quando gli olandesi, che governavano la zona già dal 1658, cominciarono tutto attorno a piantare il tabacco, la città divenne presto un importante scalo commerciale. Dal 1915 è la capitale della provincia di Sumatra settentrionale, mentre dal 1918 ha ufficialmente il titolo di città (kota).
La città ha avuto una crescita demografica enorme nel corso del XX secolo. Alla popolazione batak, originaria proprio del nord di Sumatra, si sono aggiunti abitanti di svariate popolazioni, rendendo multietnica questa città. Tra le presenze più massicce vanno segnalate quelle dei giavanesi, portati dai programmi di trasmigrazione interni volti a limitare il sovrappopolamento di Giava, dei cinesi, che hanno in mano la maggior parte dei commerci, e dei tamil. Di conseguenza, le lingue parlate sono l'indonesiano, il giavanese, il tamil, l'hokkien e l'inglese. Il porto di Belawan, sito sullo stretto di Malacca, è vicinissimo alla città, che dispone anche di un aeroporto internazionale.

## Amministrazione
Medan è una città con lo status di reggenza. È suddivisa in 21 kecamatan e 151 kelurahan. I 21 kecamatan sono:
- Medan Amplas
- Medan Area
- Medan Barat
- Medan Baru
- Medan Belawan
- Medan Deli
- Medan Denai
- Medan Helvetia
- Medan Johor
- Medan Kota
- Medan Labuhan
- Medan Maimun
- Medan Marelan
- Medan Perjuangan
- Medan Petisah
- Medan Polonia
- Medan Selayang
- Medan Sunggal
- Medan Tembung
- Medan Timur
- Medan Tuntungan

### Gemellaggi
Medan è gemellata con:
- Ichikawa
- George Town
- Chengdu
- Gwangju